# MC Erik & Barbara
Mc Erik & Barbara — известная с середины 1990-х словацкая музыкальная группа, работающая в направлении евродэнс.

## История
Группа была основана в марте 1995 года, когда композитор и певец Эрик Ареста и певица Барбара Гашчакова решили покинуть другой словацкий евродэнс-проект Maduar и основать собственный. В том же году Эрик и Барбара подписали с Polygram контракт на выпуск трёх альбомов и выпустили свой первый совместный сингл «I’m Free», за которым последовали сингл «U Can’t Stop» и альбом с одноимённым названием, который стал бестселлером в Европе.
В марте 1996 MC Erik & Barbara выпустили сингл «Save the Jungle» и видеоклип, сделанный в научно-фантастическом стиле, в августе записали переиздание альбома «U Can’t Stop (’96 version)», которое пользовалось большим успехом в Германии, Бельгии, Финляндии и Швейцарии. В 1996 году MC Erik & Barbara представляли Словакию на конкурсе Евровидение, после чего отправились в обширный тур по Европе.
В 1998 году проект Эрика и Барбары распался, так как каждый решил начать сольную карьеру.
В 2010 году MC Erik & Barbara с компанией TRUSTIA выпустили новый альбом, который назывался «2010» и содержал четырнадцать песен — семь заново записанных старых хитов, пять новых песен и два ремикса.

## Дискография

### Альбомы

#### «U Can’t Stop» (1995 год)
1. «U Can’t Stop (Radio Edit)»
2. «I Love This Game»
3. «Save the Jungle»
4. «I Wish an Another Day»
5. «Forever Friends»
6. «My Dream»
7. «I’m Free»
8. «Keď príde láska»
9. «Be Happy»
10. «Summer Nights ’95»
11. «U Can’t Stop (7» Club)"

#### «U Can’t Stop (’96 Version)» (1996 год)
1. «U Can’t Stop (Radio Edit)»
2. «I Love This Game»
3. «Save the Jungle»
4. «I Wish an Another Day»
5. «Forever Friends»
6. «My Dream»
7. «I’m Free»
8. «When Love Is Calling»
9. «Be Happy»
10. «Summer Nights ’95»
11. «Hideaway»
12. «Let the Party Go on»
13. «U Can’t Stop (7» Club)"
14. «Anjel II»
15. «Keď príde láska»

#### «Second» (1996 год)
1. «Never Gonna»
2. «Dancing Queen»
3. «It’s Your Day»
4. «Livin’ in a World of Love»
5. «Hey You»
6. «’Cause I Love You»
7. «Good Vibrations»
8. «I Like It»
9. «Got to Be Friends»
10. «I Don’t Wanna Lose You»
11. «Fire for Love»
12. «See the Light»
13. «Sen (bonus)»

#### «Second and More» (1997 год)
1. «Dancing Queen (My Funk Mix)»
2. «It’s your Day (7 House Mix)»
3. «Here I Come»
4. «Never Gonna»
5. «’Сause I Love You»
6. «She’s Faithful»
7. «I Don’t Wanna Lose You»
8. «Hey You»
9. «I Like It»
10. «Raise Your Hands»
11. «Come on, Baby»
12. «Good Vibrations»
13. «It’s Your Day (Album Version)»
14. «Living in the World of Love»
15. «Dancing Queen (Album Version)»
16. «Sen»

#### «Gold — zlaté hity» (1999 год)
1. «Sugar Sugar»
2. «Summer Nights ’99»
3. «Ja ťa veľmi chcem»
4. «Kiss My Honey»
5. «Dancing Queen»
6. «I Can’t Be with You»
7. «Anjel II»
8. «I Love This Game»
9. «I’m Free»
10. «It’s Your Day»
11. «Never Gonna»
12. «Sen»
13. «Keď príde láska»
14. «Save the Jungle»
15. «Hey Man»
16. «Tajné miesto»
17. «U Can’t Stop»
18. «Summer Nights ’95»
19. «Sugar Sugar (Unplugged)»

#### «2010» (2010 год)
1. «U Can’t Stop 2010»
2. «I Feel Good 2010»
3. «Keď príde láska 2010»
4. «Save the Jungle 2010»
5. «Do It 2010»
6. «I Know What I Want»
7. «Sen 2010»
8. «It’s Your Day 2010»
9. «It will Be Fine»
10. «Lady of Your Life»
11. «Do It (Reggae Remix)»
12. «Save the Jungle (Remix)»
13. «I Wish Upon a Star»
14. «You will Not»

### Синглы
- «U Can’t Stop» (1995 год)
- «I’m Free» (1995 год)
- «Summer Nights» (1995 год)
- «Save the Jungle» (1996 год)
- «Dancing Queen» (1996 год)
- «It’s Your Day» (1996 год)